# Carnac
Carnac är en kommun och en liten by i departementet Morbihan nära atlantkusten i Bretagne, Frankrike, känd för sina många bautastenar eller menhirer uppställda i långa rader. År 2022 hade Carnac 4 215 invånare.

## Carnacstenarna
Totalt finns över 3 000 stenar uppställda i olika grupper, stenkretsar, samt ett antal fristående stenar. De olika platserna ligger mer eller mindre på linje i nordöstlig/sydvästlig riktning. Stenarna är huggna ur ett lokalt stenbrott cirka tre kilometer från uppställningsplatserna och släpade till platsen.
Samtliga dessa stenuppställningar uppfördes i neolitisk tid, någon gång mellan 4500 och 2500 f.Kr. De kopplas ihop med pre-keltiska folkslag som levde i området. Funktionen hos de olika stenuppställningarna är oklar, möjligen har de byggts utifrån astronomiska beräkningar och haft en religiös betydelse. I många fall finns tecken på vandalisering i tidig kristen tid, till exempel har stenar använts för att bygga kyrkor.

### Menec
Den kanske mest kända uppställningen av menhirer kring Carnac är Menec som ligger längst väster ut och har en något mer öst-västlig riktning än de övriga uppställningarna.
Menec består av 12 rader av stenar som är uppställda över en sträcka på 1 200 meter, med konstant avstånd mellan stenarna i varje rad. Raderna är inte helt parallella utan smalnar av mot öster. I den östra och västra änden finns rester av stenar som stått uppställda i cirklar.
Ytterligare uppställningar kallas Kerlescan, Kermario samt Le Petit Menec.

## Befolkningsutveckling
Antalet invånare i kommunen Carnac
| Referens: INSEE |